# Kościół św. Bartłomieja w Czerwieńczycach
Kościół św. Bartłomieja w Czerwieńczycach – zabytkowy kościół we wsi Czerwieńczyce.
Kościół filialny parafii w Bożkowie wybudowany w XV w., przebudowany w 1686.
W kruchcie pod wieżą znajduje się płycina z kartuszem zawierającym herb radcy dworskiego Johanna Lorenza Degnera von Degenheimba z inicjałami I. L. D. V. D.H, oraz  z cyframi na rogach dającymi rok jego przebudowy – 1668. Ten sam herb znajduje się w portalu dworu w Wojborzu. 
Johann Lorenz (Jan Wawrzyniec) Degner von Degenheimb, rotmistrz wojsk cesarskich był synem Henryka (zm. przed 1668), pułkownika wojsk cesarskich, który od Katarzyny 
baronowej von Traun w 1653 kupił majątki Wojbórz i Stary Waliszów.

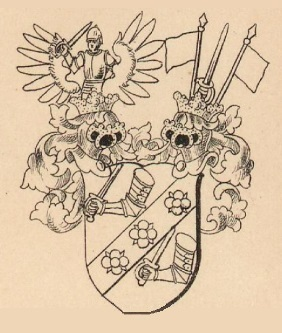
Degner von Degnerheimb (odmiana herbu)